# Discographie des Boyz II Men

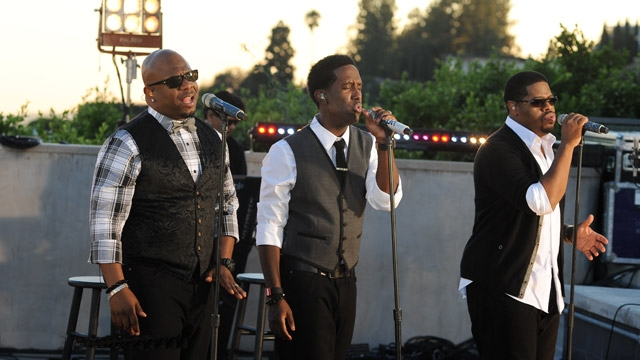
Image d'une performance live du groupe américan Boyz II Men.

Voici la discographie partielle (antérieure à 2008) du groupe de RnB/soul américain Boyz II Men.

## Albums studio
| Année | Album                                                           | Position dans les classements | Position dans les classements | Position dans les classements | Position dans les classements | Position dans les classements | Position dans les classements | Position dans les classements | Notes                                                                                               |
| Année | Album                                                           | US                            | UK                            | NL                            | GER                           | SUI                           | CAN                           | FRA                           | Notes                                                                                               |
| ----- | --------------------------------------------------------------- | ----------------------------- | ----------------------------- | ----------------------------- | ----------------------------- | ----------------------------- | ----------------------------- | ----------------------------- | --------------------------------------------------------------------------------------------------- |
| 1991  | Cooleyhighharmony - Premier album studio                        | 3                             | 7                             | 39                            | 38                            | -                             | -                             | -                             | Ventes internationales: 11 500 000 RIAA: 9x Disque de platine CRIA: Disque de platine               |
| 1994  | II - Second album studio                                        | 1                             | 17                            | 7                             | 18                            | 21                            | -                             | -                             | Ventes internationales: 15 500 000 RIAA: 12x Disque de platine (Diamond) CRIA: 5x Disque de platine |
| 1997  | Evolution - Troisième album studio                              | 1                             | 12                            | 7                             | 8                             | 20                            | 2                             | 7                             | Ventes internationales: 4 000 000 RIAA: 2x Disque de platine CRIA: 2x Disque de platine             |
| 2000  | Nathan Shawn Michael Wanya - Quatrième album studio             | 4                             | 54                            | 41                            | 24                            | 49                            | 16                            | 23                            | Ventes internationales: 2 000 000 RIAA: Disque d'or CRIA: Disque d'or                               |
| 2002  | Full Circle - Cinquième album studio                            | 10                            | 56                            | -                             | 29                            | 69                            | 29                            | 40                            | Ventes internationales: 1 500 000 RIAA: Disque d'or                                                 |
| 2004  | Throwback, Vol. 1 - Sixième album studio                        | 52                            | -                             | -                             | -                             | -                             | -                             | -                             | Ventes internationales: 500 000                                                                     |
| 2007  | Motown: A Journey Through Hitsville USA - Septième album studio | 27                            | 8                             | -                             | -                             | -                             | -                             | -                             | Ventes aux États-Unis: 270 449                                                                      |

## Compilations
| Année | Titre de l'album                                         | Notes                                                                          |
| ----- | -------------------------------------------------------- | ------------------------------------------------------------------------------ |
| 1993  | Christmas Interpretations (Christmas LP)                 | Ventes internationales: 3 000 000 RIAA: 2x Disque de platine CRIA: Disque d'or |
| 1995  | The Remix Collection (remix LP)                          | Ventes internationales: 1 500 000 RIAA: 2x Disque de platine CRIA: Disque d'or |
| 1999  | The Ballad Collection (Compilation LP)                   |                                                                                |
| 2001  | Legacy: The Greatest Hits Collection (Greatest Hits LP)  | Ventes internationales: 1 500 000 RIAA: Disque d'or BPI: Disque d'or           |
| 2003: | The Best of Boyz II Men (Secondes meilleures ventes LP)  | Ventes internationales: 1 000 000 RIAA: Disque d'or                            |
| 2005  | Winter/Reflections (Second album pour les fêtes de Noël) | Edition pour la Japon seulement                                                |
| 2006  | The Remedy (seulement sur Internet)                      | Edition pour la Japon seulement                                                |

## Singles
| Année | Titre                                        | Position dans les classements | Position dans les classements | Position dans les classements | Position dans les classements | Position dans les classements | Position dans les classements | Position dans les classements | Album                                  |
| Année | Titre                                        | US                            | US R&B                        | UK                            | NZ                            | NET                           | FRA                           | AUS                           | Album                                  |
| ----- | -------------------------------------------- | ----------------------------- | ----------------------------- | ----------------------------- | ----------------------------- | ----------------------------- | ----------------------------- | ----------------------------- | -------------------------------------- |
| 1991  | "Motownphilly"                               | 3                             | 4                             | 23                            | -                             | -                             | -                             | 32                            | CooleyHighHarmony                      |
| 1991  | "It's So Hard to Say Goodbye to Yesterday"   | 2                             | 1                             | -                             | -                             | 21                            | -                             | -                             | CooleyHighHarmony                      |
| 1991  | "Uhh Ahh"                                    | 16                            | 1                             | -                             | -                             | -                             | -                             | -                             | CooleyHighHarmony                      |
| 1992  | "Please Don't Go"                            | 49                            | 8                             | -                             | -                             | -                             | -                             | -                             | CooleyHighHarmony                      |
| 1992  | "End of the Road"                            | 1                             | 1                             | 1                             | 1                             | 1                             | 7                             | 1                             | CooleyHighHarmony                      |
| 1993  | "In the Still of the Nite (I'll Remember)"   | 3                             | 4                             | 27                            | 31                            | -                             | 24                            | 11                            | CooleyHighHarmony                      |
| 1993  | "Let It Snow" (avec Brian McKnight)          | 32                            | 17                            | -                             | -                             | -                             | -                             | -                             | Christmas Interpretations              |
| 1994  | "I'll Make Love to You"                      | 1                             | 1                             | 5                             | 1                             | 6                             | 2                             | 1                             | II                                     |
| 1994  | "On Bended Knee"                             | 1                             | 2                             | 20                            | 4                             | 21                            | 34                            | 7                             | II                                     |
| 1995  | "Thank You"                                  | 21                            | 17                            | 26                            | 17                            | -                             | 27                            | 33                            | II                                     |
| 1995  | "Water Runs Dry"                             | 2                             | 4                             | 24                            | 19                            | -                             | -                             | 36                            | II                                     |
| 1995  | "Vibin'"                                     | 56                            | 27                            | -                             | 31                            | -                             | -                             | -                             | II                                     |
| 1995  | One Sweet Day (en duo avec Mariah Carey)     | 1                             | 2                             | 6                             | 1                             | 2                             | 5                             | 2                             | The Ballad Collection                  |
| 1995  | I Remember                                   | 46                            | 30                            | -                             | 31                            | -                             | -                             | -                             | The Remix Collection                   |
| 1996  | Brokenhearted (en duo avec Brandy)           | 9                             | 2                             | -                             | 11                            | -                             | -                             | -                             | The Remix Collection                   |
| 1996  | Hey Lover (en duo avec LL Cool J)            | 3                             | 3                             | 17                            | 5                             | -                             | -                             | 27                            | The Remix Collection                   |
| 1997  | "4 Seasons of Loneliness"                    | 1                             | 2                             | 10                            | 2                             | 11                            | -                             | 13                            | Evolution                              |
| 1997  | "A Song for Mama"                            | 7                             | 1                             | 34                            | 15                            | 33                            | -                             | -                             | Evolution                              |
| 1998  | "Can't Let Her Go"                           | -                             | -                             | 23                            | -                             | -                             | 71                            | -                             | Evolution                              |
| 1999  | "I Will Get There"                           | 32                            | 23                            | -                             | -                             | -                             | -                             | -                             | B.O du dessin animé Le Prince d'Égypte |
| 2000  | "Pass You By"                                | 104                           | 27                            | -                             | -                             | 98                            | 73                            | 13                            | Nathan Shawn Michael Wanya             |
| 2000  | "Thank You in Advance"                       | 80                            | 40                            | -                             | -                             | -                             | -                             | -                             | Nathan Shawn Michael Wanya             |
| 2002  | "The Color of Love"                          | -                             | 52                            | -                             | -                             | -                             | -                             | -                             | Full Circle                            |
| 2002  | "Relax Your Mind" (avec Faith Evans)         | -                             | 51                            | -                             | -                             | -                             | -                             | -                             | Full Circle                            |
| 2004  | "What You Won't Do for Love"                 | -                             | 60                            | -                             | -                             | -                             | -                             | -                             | Throwback Vol. 1                       |
| 2007  | "The Tracks of My Tears"                     | -                             | 26                            | 43                            | -                             | -                             | -                             | -                             | Motown: Hitsville USA                  |
| 2008  | "Just My Imagination (Running Away With Me)" | -                             | 83                            | -                             | -                             | -                             | -                             | -                             | Motown: Hitsville USA                  |
| 2008  | "War"                                        | -                             | 125                           | -                             | -                             | -                             | -                             | -                             | Motown: Hitsville USA                  |
| 2008  | "Mercy Mercy Me"                             | -                             | 120                           | -                             | -                             | -                             | -                             | -                             | Motown: Hitsville USA                  |